# Aradophagus pulchricornis
Aradophagus pulchricornis är en stekelart som beskrevs av Lubomir Masner och Lars Huggert 1979. Aradophagus pulchricornis ingår i släktet Aradophagus och familjen Scelionidae. Inga underarter finns listade.